# Charing Cross (Metropolitano de Londres)
Charing Cross é uma estação do Metropolitano de Londres, na Bakerloo line e na Northern line. Ela serve a Estação ferroviária de Charing Cross.

## História
De 1860 a 1900, foram propostos numerosos esquemas para ferrovias subterrâneas através do centro de Londres, muitas vezes usando rotas semelhantes. Muitos dos esquemas submetidos ao Parlamento para aprovação como projeto de lei privado incluíam propostas para linhas através da área de Charing Cross com estações servindo o terminal da linha principal da South Eastern Railway (SER) de Charing Cross e a área ao redor de Trafalgar Square.